# Бесскорбненское сельское поселение
Бесскорбненское сельское поселение — муниципальное образование в составе Новокубанского района Краснодарского края России.
В рамках административно-территориального устройства Краснодарского края ему соответствует Бесскорбненский сельский округ.
Административный центр — станица Бесскорбная.

## Население
| 2002  | 2010  | 2012  | 2013  | 2014  | 2015  | 2016  |
| ----- | ----- | ----- | ----- | ----- | ----- | ----- |
| 5882  | ↗5921 | ↘5867 | ↘5834 | ↘5808 | ↗5829 | ↘5793 |
| 2017  | 2018  | 2019  | 2020  | 2021  | 2023  |       |
| ↘5762 | ↗5768 | ↗5787 | ↘5740 | ↗5797 | ↘5697 |       |

## Населённые пункты
В состав сельского поселения (сельского округа) входят 2 населённых пункта:
| № | Населённый пункт  | Тип населённого пункта | Население (чел.) |
| - | ----------------- | ---------------------- | ---------------- |
| 1 | Бесскорбная       | станица                | ↘5779            |
| 2 | Нововоскресенский | хутор                  | ↘18              |